# Sherwood Forest Plantation
Sherwood Forest Plantation, auch als John Tyler House bekannt, ist ein Anwesen historischer Bedeutung am Nordufer des James River im Charles City County in Virginia.
Das zweieinhalbgeschossige Hauptgebäude wurde 1780 errichtet. Das 1190 acre große Anwesen hieß ursprünglich Creek Plantation. Nach seiner Präsidentschaft bewohnte John Tyler bis zu seinem Tod 1861 das Haus. Tyler führte umfangreiche Erweiterungsbauten an Sherwood Forest Plantation durch, die zu einer mit 300 Fuß ungewöhnlich langen Frontfassade führten, während die Tiefe des Hauptgebäudes nicht mehr als ein Zimmer beträgt.
Am 15. Oktober 1966 wurde Sherwood Forest Plantation in das National Register of Historic Places aufgenommen, wo es als John Tyler House geführt wird. Davor hatte es bereits seit dem 4. Juli 1961 den Status eines National Historic Landmarks.